# Sägbach (Jagst)
Der Sägbach, teils auch Kalter Klingenbach genannt, ist ein Bach im Landkreis Schwäbisch Hall im nordöstlichen Baden-Württemberg, der nach etwa 3,5 km langem, insgesamt etwa westsüdwestlichem Lauf im Gemeindegebiet von Stimpfach südwestlich des Dorfes Stimpfach von rechts in die obere Jagst mündet.

## Geographie

### Verlauf
Der Sägbach entsteht etwa 0,8 km westlich des in einer Höhenrodungsinsel liegenden Stimpfacher Weilers Kreßbronn am Westrand der Rechenberger Teilortgemarkung der Gemeinde. Der Ursprung liegt auf etwa 491 m ü. NHN im Waldgewann Erlenschlag nahe einer Waldwegkreuzung, auf deren von Süden nach Norden führenden Weg ein Blaukreuz-Wanderweg des Schwäbischen Albvereins verläuft. Auf seinem knapp einen Kilometer lang zunächst etwa westlichen Waldlauf kreuzt der Bach diesen Weg nach weniger als 50 Metern und ist dann bald die Grenze zwischen den Gewannen Stimpfacher Wald rechts sowie Hellenbühl und später Altes Schloss links. Nach der Querung eines besseren Waldwegs durchläuft der Bach einen kleinen Waldteich nahe einer Forsthütte in kleinem Waldlichtungsgeviert, ab dort tieft sich die flache Talmulde zu einer Klinge ein.
Etwa einen halben Kilometer weiter und 30 Höhenmeter unterhalb des einsetzenden Klingenrisses wird der Lauf von einem kürzeren rechten Quellast verstärkt, der in ähnlicher Höhe wie der Sägbach im Stimpfacher Wald entsteht, und der Bach beginnt sich nach Süden zu wenden. Weitere dreihundert Meter weiter im hier Kalte Klinge genannten Tal verlässt er den Wald, der aber zunächst noch weiter bis ans linke Ufer reicht. Fast zwei Kilometer nach seinem Ursprung läuft dem Sägbach der gut einen Kilometer lange Hainenbach aus einer Klinge von Osten her zu. Der Talgrund des Sägbachs selbst ist hier schon eine breite Wiesenflur, in welcher der Bach zwischen den Spornen Hörlesberg im Nordwesten und dem Alten Schloss näher im Osten wieder nach rechts auf Westlauf schwenkt. Dabei durchläuft er einen Stauteich von über einem Hektar Fläche südlich des Stimpfacher Sportplatzes am Fuß der Hörlesberg-Spitze (478,4 m ü. NHN). Wenig unterhalb des Teichs unterquert er, inzwischen auf Westlauf, die L 1068 Rechenberg–Stimpfach, die am linken Hang der Hainenbach-Klinge in die nun sehr weitere und flache Mündungsbucht zur Jagst hin abgestiegen ist.
Wenig nördlich des Laufs und der Straße stehen nahebei Gewerbegebäude am südlichen Rand des Dorfes Stimpfach. Zwischen den Rauhwiesen links und den Sägwiesen rechts vor dem Dorfrand Stimpfachs quert den Sägbach auf seinem letzten halben Kilometer die nur sanft zum Fluss abfallende Wiesenaue. Hundert Meter vor seiner Mündung nimmt er aus den Rauhwiesen noch den in dieser Ebene in Feldweggräben laufenden Weiherbrunnenbach auf, dann fließt er etwa 600 Meter südwestlich der Kirche von Stimpfach auf etwa 410,2 m ü. NHN von rechts und Osten der oberen Jagst zu.
Deren früher durch die Wiesenlandschaft mäandrierender Lauf wurde hier im 20. Jahrhundert begradigt, dabei wurde auch die Mündung des Sägbachs etwas nach Süden und Westen verlegt, wodurch der früher kurz vor diesem direkt in die Jagst mündende Weiherbrunnenbach ihr nun über den Sägbach zufließt.

### Einzugsgebiet
Der Sägbach hat ein Einzugsgebiet von 4,4 km² Größe. Naturräumlich gesehen liegt es im Unterraum Ellwanger Berge der Schwäbisch-Fränkischen Waldberge.
Der Sägbach entsteht auf der wenig profilierten Hochfläche der östlichen Ellwanger Berge im oberen Mittelkeuper im oder noch über dem Kieselsandstein (Hassberge-Formation). In seiner Waldschlucht zwischen den Gewannen Stimpfacher Wald rechts und Altes Schloss links gräbt er sich schnell durch die Unteren Bunten Mergel (Steigerwald-Formation) und erreicht dann am Beginn der weiten Mündungsbucht zur Jagst den Gipskeuper (Grabfeld-Formation). Nach überwiegendem Lauf in diesen triassischen Schichten mündet er im quartär abgelagerten Auensedimentstreifen neben der Jagst.
Der höchste Punkt des Einzugsgebietes liegt an seiner Ostnordostspitze im Stimpfacher Wald neben dem Totenweg auf etwa 518 m ü. NHN. Die nordwestliche Wasserscheide von der Mündung bis dort hinauf grenzt an das Einzugsgebiet des größeren Reiglersbachs, der wenig abwärts des Sägbachs über einen Mühlkanal seinen Vorfluter Jagst erreicht. Hinter der dort anschließenden südöstlichen Einzugsgebietsgrenze führen das Klingenbächle und dann der Merzenbach den Abfluss über die ebenfalls größere Rechenberger Rot zur aufwärtigen Jagst. Jenseits eines nur kurzen Stücks südlicher Wasserscheide schließlich konkurriert der kleine Hörbühler Bach ebenfalls noch oberhalb zur Jagst.
Auf über drei Fünftel der Fläche steht in den hohen und östlichen Lagen geschlossener Wald. In der weiten Mündungsbucht zur Jagst im Westen finden sich überwiegend Wiesen. Ein neueres Gewerbegebiet am Südrand von Stimpfach kommt dem Unterlauf bis auf weniger als 100 Meter nahe und der nördlich daran anschließende Rand der Wohnbebauung des Dorfes Stimpfach liegt ebenfalls im Einzugsgebiet. Von beiden abgesehen gibt es keinerlei Besiedlung im Einzugsgebiet, an dessen Südsaum jedoch der Weiler Hörbühl außen nahe grenzt. Das ganze Gebiet gehört zur Gemeinde Stimpfach und größtenteils auch zur Ortsteilgemarkung von dessen Hauptort Stimpfach, zwei Zwickel im Osten zur Ortsteilgemarkung von Rechenberg.

### Zuflüsse und Seen
Liste der Zuflüsse und  Seen von der Quelle zur Mündung. Gewässerlänge, Einzugsgebiet und Höhe nach den entsprechenden Layern auf der Onlinekarte der LUBW. Andere Quellen für die Angaben sind vermerkt.
Ursprung des Sägbachs auf etwa 491 m ü. NHN ca. 0,8 km westlich von Stimpfach-Kreßbronn und ca. 2,5 km östlich von Stimpfach im westlichen Erlenschlag kurz vor dem Blaukreuz-Wanderweg des Schwäbischen Albvereins.
Der Sägbach fließt zunächst westlich.
- Durchfließt auf etwa 485 m ü. NHN zwischen dem Stimpfacher Wald rechts und dem Hellenbühl links, in welchem nahebei einer Forsthütte in einer Lichtung steht, einen Waldteich, etwas unter 0,1 ha.[LUBW 5]
- (Waldzufluss), von rechts und Nordosten auf etwa 455,1 m ü. NHN[LUBW 2] in der Kalten Klinge etwa 300 Meter vor dem Waldaustritt des Sägbachs, ca. 0,5 km[LUBW 6] und ca. 0,6 km². Entsteht auf knapp 490 m ü. NHN im Stimpfacher Wald am Beginn seines Klingenrisses.
Nach diesem Zufluss läuft der Sägbach mehr und mehr südlich.
- Hainenbach, von links und Osten auf etwa 428 m ü. NHN am Spornfuß unter dem Burgstall Rappenburg und unter der Talsteige der L 1068 Rechenberg–Stimpfach, 1,1 km und ca. 0,9 km². Entsteht auf etwa 483 m ü. NHN an einer Weggabel am Waldrand westlich des Wasserturms zwischen Rechenberg und Stimpfach.
Nach diesem Zufluss läuft der Sägbach in seiner sich weitenden Seitenbucht des Jagsttals mehr oder weniger westlich.
- Durchfließt auf etwa 422 m ü. NHN den Klingenweiher südlich des Stimpfacher Sportplatzes, ca. 1,1 ha.[LUBW 7]
- Passiert einen gehölzumringten Kleinteich rechts am Lauf auf etwa 417 m ü. NHN an der Unterquerung der L 1068, unter 0,1 ha.[LUBW 5]
- Weiherbrunnenbach, von links und Südosten auf etwa 411 m ü. NHN in den Rauhwiesen nur hundert Meter vor der Mündung, 1,8 km und ca. 0,7 km². Entsteht auf etwa 455 m ü. NHN in einer Hangmulde am nördlichen Ehberg westlich von Hörbühl und zieht auf dem Unterlauf entlang von Wirtschaftswegen.

Mündung des Sägbachs von rechts und zuletzt etwa Osten auf etwa 410,2 m ü. NHN ca. 0,6 km südwestlich der Stimpfacher Kirche zwischen den Rauh- und den Sägwiesen in die obere Jagst. Der Sägbach ist 3,5 km lang und hat ein Einzugsgebiet von ca. 4,4 km².

## Natur und Schutzgebiete
Die große offene Mündungsbucht des Sägbachs gehört größtenteils zum Landschaftsschutzgebiet Jagsttal mit angrenzenden Gebieten zwischen der Kreisgrenze gegen den Ostalbkreis und der Brücke der Bundesstraße 290 über die Jagst bei der Wiesmühle. Ein 19 Hektar großer Teil des Hochebenenwaldes etwas links des Sägbach-Oberlaufs am Hellenbühl wurde zum Bannwald Stimpfach erklärt; hier soll sich auf einst vom Sturm Wiebke geworfener Fläche der Wald in ungestörter natürlicher Sukzession entwickeln. Der Ostteil des Einzugsgebietes auf der Waldhochebene liegt zur Gänze in zwei Wasserschutzgebieten. In ihren Waldklingen laufen der Sägbach, sein Zufluss aus dem Stimpfacher Wald und der Hainenbach recht natürlich in Mäandern, das Bachbett ist zum Teil kiesig und selten stehen auch kleine Sandsteinfelsen über den Läufen. Dem Hainbach bis zur Mündung und dem Sägbach weiter bis zur Unterquerung der L 1068 Rechenberg–Stimpfach folgen in der anschließenden freien Flur Gehölzreihen. Unterhalb bleibt das Ufer des Sägbachs ebenso wie auf ganzer Länge das des nirgends im Wald laufenden Weiherbrunnenbachs fast kahl.

## Geschichte
Östlich über der Mündung des Hainenbachs in den Sägbach liegt rund 60 Meter über den sich zur Jagst hin öffnenden Täler auf dem Sporn der Burgstall Rappenburg. Die allein nur erhalten gebliebenen Wälle gehörten wohl zu einer vorgeschichtlichen Ringwallanlage.

### LUBW
Amtliche Online-Gewässerkarte mit passendem Ausschnitt und den hier benutzten Layern: Lauf und Einzugsgebiet des Sägbachs

Allgemeiner Einstieg ohne Voreinstellungen und Layer: Daten- und Kartendienst der Landesanstalt für Umwelt Baden-Württemberg (LUBW) (Hinweise)
1. 1 2 3  Höhe nach dem Höhenlinienbild auf dem Hintergrundlayer Topographische Karte.
2. 1 2 3 4  Höhe nach schwarzer Beschriftung auf dem Hintergrundlayer Topographische Karte.
3. 1 2  Länge nach dem Layer Gewässernetz (AWGN).
4. 1 2  Einzugsgebiet abgemessen auf dem Hintergrundlayer Topographische Karte.
5. 1 2  Seefläche nach dem Layer Biotop.
6. 1 2  Länge abgemessen auf dem Hintergrundlayer Topographische Karte.
7. ↑  Seefläche abgemessen auf dem Hintergrundlayer Topographische Karte.
8. ↑  Schutzgebiete nach den einschlägigen Layern, teils auch nach dem Layer Biotop.

### Andere Belege
1. ↑  Name Kalter Klingenbach nach dem Layer WMS ALKIS Basis auf: Geoportal Baden-Württemberg (Hinweise)
2. ↑  Alte Mündungssituation auf dem Meßtischblatt 6926 Jagstheim von 1936 in der Deutschen Fotothek
3. ↑  Wolf-Dieter Sick: Geographische Landesaufnahme: Die naturräumlichen Einheiten auf Blatt 162 Rothenburg o. d. Tauber. Bundesanstalt für Landeskunde, Bad Godesberg 1962. → Online-Karte (PDF; 4,7 MB)
4. ↑  Geologie grob nach: Mapserver des Landesamtes für Geologie, Rohstoffe und Bergbau (LGRB) (Hinweise)